# Мартин Едегор
Мартин Едегор (норв. Martin Ødegaard; 17. децембар 1998) професионални је норвешки фудбалер који игра на позицији везног играча. Тренутно наступа за Арсенал и репрезентацију Норвешке.
Као професионални играч дебитовао је у Стремсгодсету са непуних 16 година и тако постао најмлађи играч који је наступио у норвешкој лиги, а након тога и њен најмлађи стрелац. У јануару 2015. године је прешао у Реал Мадрид где је више наступао за резервни тим. Након позајмица Херенвену, Витесеу и Реал Сосиједаду одиграо је неколико утакмица за Реал, а затим је поново послат на позајмицу, и то у енглески Арсенал, са којим је након полусезоне потписао уговор о трансферу.
За репрезентацију Норвешке дебитовао је 2014. године и на тај начин је постао најмлађи дебитант сениорске репрезентације.

## Трофеји
Арсенал
- ФА Комјунити шилд: 2023.